# برونو سيلفا (لاعب كرة قدم مواليد 2000)
برونو سيلفا (بالبرتغالية: Bruno da Silva Costa‏) هو لاعب كرة قدم برازيلي في مركز الهجوم، ولد في 28 مارس 2000 في كارازينيو في البرازيل. لعب مع نادي شابيكوينسي.

## وصلات خارجية
- برونو سيلفا (لاعب كرة قدم مواليد 2000) على موقع قاعدة بيانات كرة القدم.إي يو (الإنجليزية)
- برونو سيلفا (لاعب كرة قدم مواليد 2000) على موقع Soccerway.com (الإنجليزية)